# Rhyacia hampsoni
Rhyacia hampsoni là một loài bướm đêm trong họ Noctuidae.